# Madame Richard Brinsley Sheridan
Madame Richard Brinsley Sheridan (en anglais Mrs. Richard Brinsley Sheridan) est un portrait à l'huile sur toile peint par le peintre anglais Thomas Gainsborough entre 1785 et 1787.
Il a été acquis par la National Gallery of Art de Washington en 1937. Mme Sheridan, née Elizabeth Ann Linley, est une musicienne talentueuse qui a connu un succès professionnel à Bath et à Londres avant d'épouser Richard Brinsley Sheridan en 1773 et d'abandonner sa carrière. Elle a entre 31 et 33 ans lorsqu'elle pose pour Gainsborough, mourant de la tuberculose sept ans plus tard à l'âge de trente-huit ans. Le portrait a été exposé dans l'atelier de Gainsborough à Schomberg House, Pall Mall, en 1786.

## Contexte
Elizabeth Ann Sheridan (née Linley) est née en septembre 1754 (la date exacte varie selon les sources, indiquant le 4, 5 ou 7 septembre), soit à Abbey Green, soit au 5 Pierrepont Street, à Bath. Son père est Thomas Linley, un musicien et compositeur anglais, et sa mère Mary Johnson (1729–1820), également une musicienne talentueuse. Elizabeth est la fille aînée du couple (il y avait un frère aîné mais il est mort en bas âge), dont plusieurs enfants ont hérité des capacités musicales de leurs parents. Il est probable qu'elle a commencé à chanter lors de concerts alors qu'elle n'a que neuf ans et qu'elle a fait ses débuts officiels sur scène aux côtés de son frère, également nommé Thomas, en 1767 à Covent Garden, à Londres.
À la fin de 1770, elle est fiancée à un prétendant âgé mais riche, Walter Long, mais les fiançailles sont rompues peu avant le mariage. Long lui verse une compensation de 3 000 £ en 1771 et elle reçoit également des vêtements et des bijoux d'une valeur de 1 000 £. Elle s'installe en France en 1772 accompagnée de Richard Brinsley Sheridan ; un mariage non valide peut avoir eu lieu en mars 1772, mais il n'existe aucun document officiel pour le vérifier. Le couple se marie officiellement le 13 avril 1773 après leur retour en Grande-Bretagne, période pendant laquelle Elizabeth est décrite par Frances Burney comme « infiniment supérieure à toutes les autres chanteuses anglaises ».  Selon des articles de journaux ultérieurs, leur relation est « l'une des romances classiques du West Country » et elle est « la plus belle chanteuse d'Angleterre ». Après leur mariage officiel, Sheridan ne lui permet pas d'apparaître sur scène à titre professionnel car il estime que cela ne correspondait pas à son statut de gentleman.

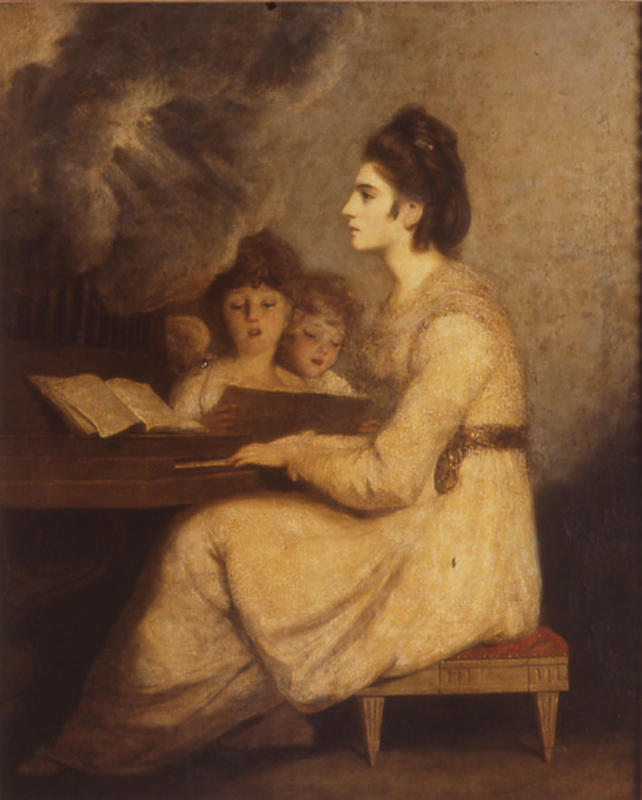
Joshua Reynolds, Sainte Cécile, Waddesdon Manor, Rothschild Collections.

Thomas Gainsborough est un ami de la famille depuis 1759 et a peint plusieurs portraits de la famille Linley. Elizabeth est également le modèle de la Sainte Cécile de Joshua Reynolds, qui est exposé avec succès à la Royal Academy of Arts en 1775 et décrit par Reynolds comme « le meilleur tableau que j'aie jamais peint ».
Les Sheridan ont un mariage tumultueux : ils forment un couple mal assorti, Sheridan préférant la vie en ville peu compatible avec l'amour d'Elizabeth pour la campagne. Elizabeth supplie son mari de « me sortir du tourbillon du monde, de me placer dans les scènes tranquilles et simples de la vie pour lesquelles je suis née. ». Sheridan a plusieurs liaisons, tout comme Elizabeth, et ils passent beaucoup de temps séparés. À l'âge de 36 ans, en 1790, Elizabeth montre des signes de mauvaise santé, mais doit maintenir l'apparence de son  implication dans la société londonienne. Lors de sa visite à Devonshire House, elle rencontre Lord Edward FitzGerald. Ils deviennent amants. Elle conçoit avec lui un enfant, une petite fille qui nait le 30 mars 1792. Le traumatisme de l'accouchement aggrave la maladie d'Elizabeth, qui meurt de tuberculose le 28 juin 1792.

## Histoire
Le tableau entre en possession de Harriet Fawkener, Lady Robert Spencer (anciennement épouse d'Edward Bouverie) à l'abbaye de Delapré, une amie de Sheridan à la suite des problèmes d'argent de ce dernier. Dans son journal du 12 mars 1872, à la suite de la vente du portrait par le général Everard Bouverie, le petit-fils d'Harriet, à Alfred de Rothschild, Mme Caulfield, épouse du deuxième fils du premier comte de Charlesmont, écrit :
« J'ai entendu parler aujourd'hui de la vente du beau portrait de Mme Sheridan par Gainsborough, que j'ai si souvent regardé au-dessus de la cheminée de la bibliothèque de Delapré, et qui a été acheté 3 000 £. Le baron Rothschild en était l'acheteur. Je pense qu'il est bon de noter que j'ai entendu du père du défunt général B., connu sous le nom de Squire Bouverie, la manière dont le tableau est entré dans la famille. Sheridan était à l'époque en grande difficulté financière et vivait à côté de Lady Robert Spencer, la mère de Squire Bouverie, lorsqu'une saisie a été effectuée par le shérif. Le domestique de Sheridan connaissait la valeur que son maître attachait à ce portrait de sa belle épouse, et il a réussi à le détacher à la hâte du cadre (un très grand cadre) et à le faire passer par-dessus le mur dans le jardin de Lady Robert Spencer. Le pauvre Sheridan était heureux de sauver le tableau de ses créanciers et de le laisser entre les mains de son démon, de qui il a obtenu des avances d'argent jusqu'à ce qu'il le rachète. le rachat n'a jamais eu lieu, et il est donc devenu la propriété de Bouverie, et a maintenant réalisé 3 000 £. »
Le tableau appartient ensuite à divers membres de la célèbre famille Rothschild jusqu'en 1936, date à laquelle il est vendu à la société Duveen Brothers, Inc., à Londres. L'AW Mellon Educational and Charitable Trust de Pittsburgh l'achète le 26 avril 1937 ;  il est ensuite donné à la National Gallery of Art.

## Description et analyse
La représentation de portraits en pied dans la nature est une spécialité des artistes anglais du XVIIIe siècle, en particulier de Gainsborough qui aime peindre des paysages. Elizabeth, avec son amour pour la campagne anglaise, est pour lui le modèle idéal. La composition est diagonale et relève du genre de la grande maniera. La NGA décrit l'œuvre comme étant « peinte librement » et de style impressionniste. La tenue du modèle et « le paysage balayé par le vent… reflètent la forte composante romantique du tempérament artistique de Gainsborough… Son menton et sa bouche sont fermes, définis et sculpturaux, et ses sourcils fortement dessinés lui donnent une expression stable, composée et digne. Il y a une pointe de mélancolie romantique dans ses yeux, avec leur regard légèrement indirect… Le tableau est exécuté à la peinture liquide, mélangée humide sur humide, appliquée en plusieurs couches afin de créer un effet riche et somptueux, avec de fins lavis en coups de pinceau fluides pour les détails. ».
Bien qu'il se situe dans un cadre extérieur, il ne s'agit pas d'une conversation piece ; le tableau possède une certaine profondeur psychologique engendrée par l'attention portée aux détails de la robe et de la texture comme témoignages de l'élégance et de la richesse mondaine. Les cheveux du modèle sont traités de la même manière que les feuilles et les branches des arbres en arrière-plan et une partie de la glaçure rose du coucher de soleil se reflète dans la couleur de sa robe. L'arbre solitaire derrière elle correspond à sa silhouette isolée et ajoute à l'impression d'éloignement de la figure féminine abandonnée dans le paysage désert, désirant peut-être quelque chose qu'elle ne peut pas accomplir dans sa vie. Un effet transparent chatoyant est donné à l'écharpe tenue à la main par l'utilisation de longs coups de pinceau et d'une fine couleur à l'huile. Le portrait capture la personnalité charmante du modèle et sa beauté fraîche ; son visage est la seule partie du tableau qui est calme et fort. La peinture est appliquée avec des coups de pinceau doux et nerveux. L'artiste traite la surface de la robe de la femme avec de longs coups de pinceaux en zigzag de peinture à l'huile fine jusqu'à ses pieds, pour obtenir un effet vibrant, par opposition au calme de son visage.